# Colentina (flod)
Colentina er en venstre biflod til floden Dâmbovița i Rumænien. Det løber ud i Dâmbovița nær Bălăceanca. Den passerer gennem byen Bukarest og landsbyerne og byerne Călugăreni, Bălănești, Ghimpați, Ciocănești, Crevedia, Buftea, Mogoșoaia, Pantelimon og Cernica. Den er 101 km lang, og har et afvandingsområde på 643 km2
Der er en lang række opstemmede søer langs floden